# الدبلوماسية في الشرق الأدنى القديم
قدم الشرق الأدنى القديم بعضًا من أقدم الأدلة على وجود علاقات دولية فيما بينها، حيث تطورت الدول لأول مرة (دول وإمبراطوريات بلاد الرافدين والشام ومصر) منذ حوالي الألفية الرابعة ق.م. وهكذا فإن ما يقرب من 3000 عام من تطور العلاقات الدبلوماسية يمكن رؤيتها خلال المصادر الأثرية للشرق الأدنى القديم. ومع ذلك نظرًا لأن فترات معينة فقط موثقة جيدًا في تلك الفترة الزمنية، فلا تزال هناك فجوات كثيرة من الدراسة الحديثة لدبلوماسية ذلك العصر.

## تطور العلاقات الدبلوماسية
تعرف العلاقات الدبلوماسية للشرق الأدنى القديم بطريقة مجزأة. فهناك عدد محدود من النصوص يتيح لنا أن نفهم نوعًا ما الممارسات الدبلوماسية المعاصرة لفترات وعقود معينة والمنتشرة خلال ألفي عام ومسافات جغرافية كبيرة. فتقسم الفترات الطويلة عند وجود وثائق قليلة أو معدومة، وبالفترات الوجيزة مع وجود وفرة بالوثائق. لكن هذا لا يمنعنا من فهم الخيوط الواسعة والتوجهات العامة في تطور العلاقات الدولية، لأنها تتبع تطور السياسة نفسها وهو مانعرفه بشكل عام.

### حقبة الدول القديمة
كانت العلاقات الدبلوماسية قائمة منذ أن تم تنظيم المجتمعات البشرية في وحدات سياسية، والتي سبقت فترة تلك الحقبة. تشكلت أولى دول الشرق الأدنى خلال الألفية الرابعة قبل الميلاد، لكن العلاقات الدبلوماسية الدولية خلال تلك الحقبة غير معروفة بسبب نقص الوثائق.

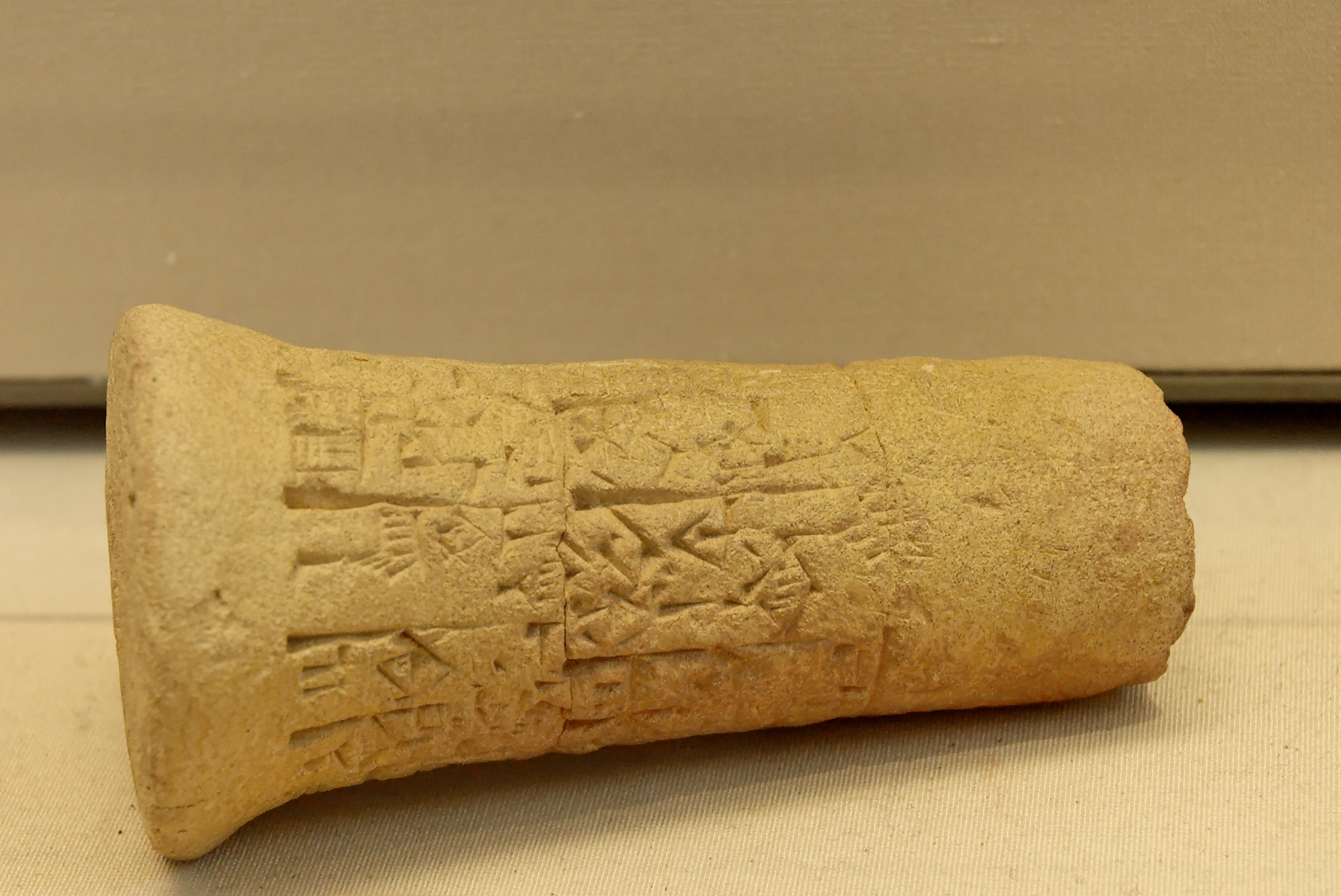
قاعدة وتد تمجد معاهدة سلام مبرمة بين إينتيمينا ملك لجش ولوغال-كينيش-دودو ملك أوروك

تظهر الوثائق الأولى الباقية حول موضوع العلاقات الدولية قرب نهاية فترة الأسرات المبكرة لبلاد الرافدين القديمة (2600-2340 ق.م). وهي تتعلق بدولة مدينة لجش السومرية. ومنها أقدم معاهدة معروفة أبرمت بين ملك لجش (عين متينا) وملك أوروك. ومع ذلك فإن أغنى السجلات تتعلق بسلسلة النزاعات بين لجش [الفرنسية] وجارتها أوما بين 2600 و 2350 ق.م. وذكرت الوثائق المتعلقة بتلك الحروب في المقام الأول حول الجوانب العسكرية للحرب، مع القليل عن الجانب الدبلوماسي. ويظهر التنافس المستمر بين مدن جنوب بلاد الرافدين. تظهر أيضًا في القصص الملحمية لملوك أوروك (لوغال باندا وإينمركر وجلجامش)، والتي قد تصف أحداثًا حقيقية. تظهر الخصومات التي تدفع لجش لحرب منافسيها كيش (أغا) وأراتا [الإنجليزية]. يبدو أن مدينة كيش تؤكد موقعًا مهيمنًا في نقاط معينة - فقد تدخل ملكها ميسيليم حوالي سنة 2600 ق.م للتحكيم في النزاع بين لجش وأوما، كما أخذ ملوك مدن أخرى لقب «ملك كيش» للدلالة على علو الشأن.
ومن المواقع التي تقدم أهم أرشيفات دبلوماسية في تلك الفترة هو الموقع الخاص بإبلا في سوريا. كان ملوك إبلا على اتصال بملوك الممالك المجاورة، ولا سيما ملوك ماري ونقر الأقوياء، ولكن أيضًا مع ملوك المناطق البعيدة مثل كيش في بلاد الرافدين وخمازي. كشفت الحفريات في إبلا عن أقدم مثال على معاهدة سلام مكتوبة، المعاهدة بين إبلا وأبرسال [الإنجليزية]، بالإضافة إلى دليل على تحالفات المصاهرة بين الملوك المحليين وبعض حلفائهم.

### الإمبراطوريات الأولى

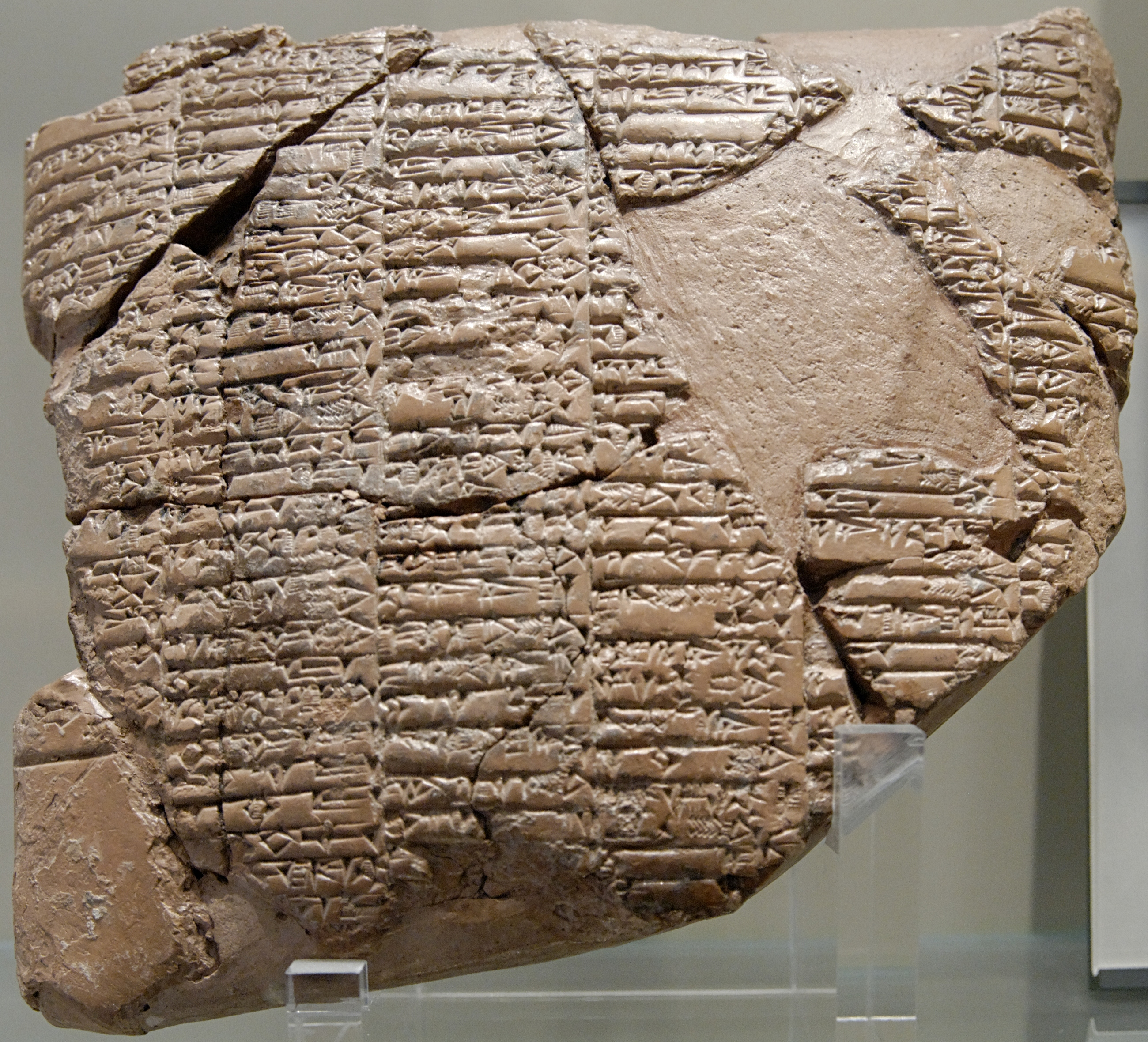
معاهدة بين نارام سين الأكادي وحاكم أوان ربما كان خيتا حوالي 2250 ق.م. متحف اللوفر

تمكنت بعض الدويلات في جنوب بلاد الرافدين تدريجيًا من فرض الهيمنة على جيرانها لفترة أطول، مثل أوروك تحت حكم إينشاكوشانا وقبلها كانت أوما تحت حكم لوغال زاغيسي. أكمل هذا التطور سرجون الأكدي، الذي أسس أول إمبراطورية سنة 2340 ق.م، والتي تضم جميع دول المدن في بلاد الرافدين، بالإضافة إلى الموجودة في شرق سوريا. العلاقات الدبلوماسية في هذه الفترة لم تكن معروفة جيدا. يوجد لوح نقش عليه معاهدة سلام مبرمة بين نارام سين الأكدي (حفيد سرجون) وملك أوان في جنوب غرب إيران، الذي كان تابعًا له. استمرت تلك الهيمنة الكاملة حتى النصف الثاني من القرن 22 ق.م، عندما انهارت الإمبراطورية الأكدية. ملء ملوك سلالة أور الثالثة ذلك الفراغ بعد عدة عقود، وهم الذين أسسوا بدورهم الإمبراطورية السومرية الجديدة. كان هؤلاء الملوك على اتصال مع ملوك الممالك المجاورة لهم، وكانوا يستقبلون السفارات بانتظام، ويرسلون رسلهم. كانت خدمتهم الدبلوماسية تحت سيطرة شخصية مرموقة تدعى سوقال ماه. وخلطوا حملاتهم العسكرية على الهضبة الإيرانية مع سياسة المصاهرة، وزوجوا بناتهم لملوك المناطق (أنشان، زابشالي) من أجل كسب ولائهم وترسيخ شرعيتهم. ومع ذلك انتهت إمبراطوريتهم بالتفكك، وبدأت فترة طويلة بدون إمبراطورية مهيمنة في ظل السلالات العموريين.

### الألفية الثانية: توازن القوى

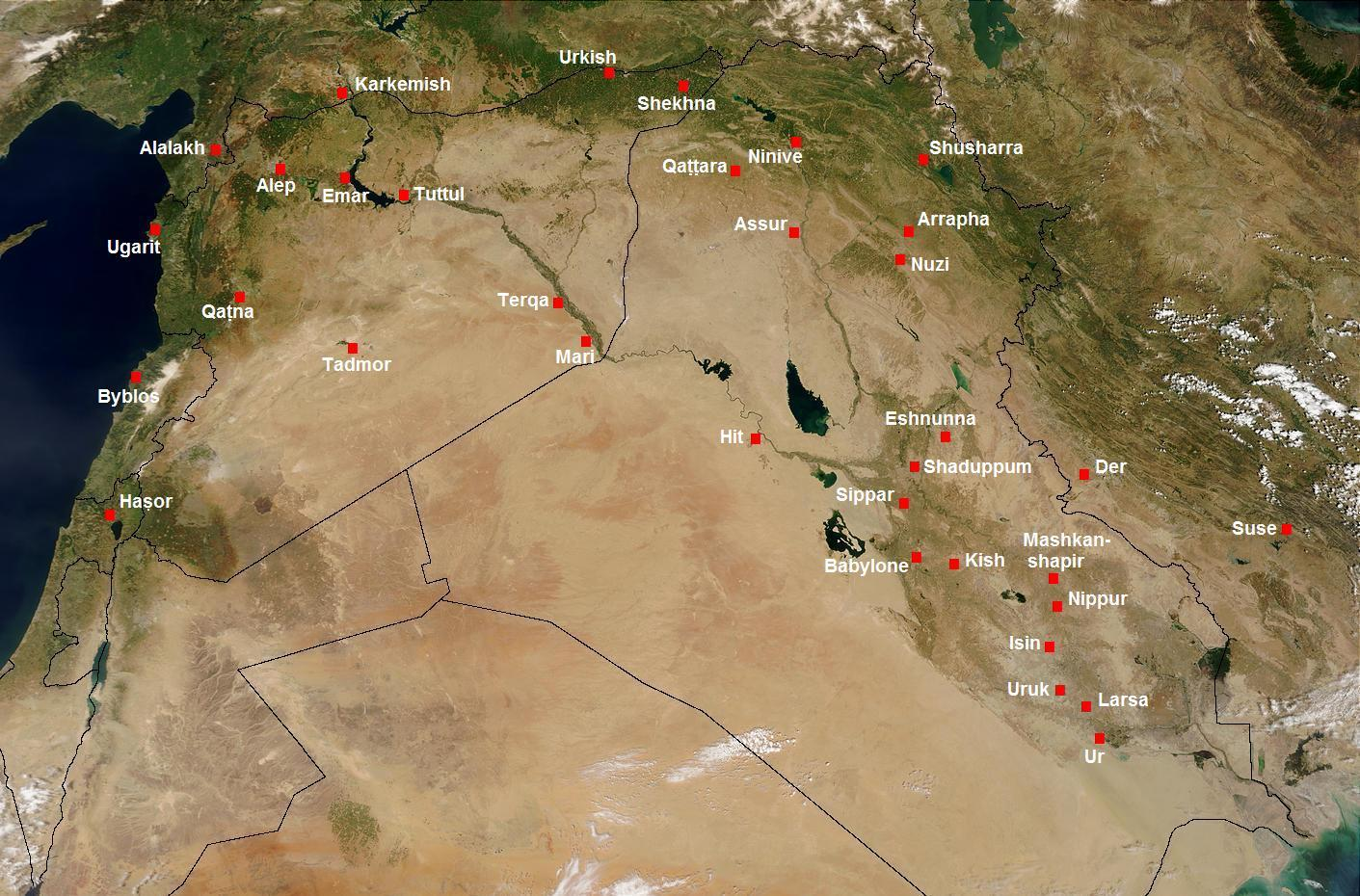
الشرق الأدنى في العصر البابلي القديم

خلال الألفية الثانية حدث توازن نسبي في القوى، فلم تتمكن أي مملكة على ممارسة سلطتها على جيرانها لفترة طويلة ة. سمح ذلك بالتدرج في تشكيل دول مستقرة وقوية تمكنت من الهيمنة على المسرح الإقليمي، وخضعت لها عدد من الدول التي يزداد ويقل عددها مع مرور الوقت. وتلك الدويلات الهشة كانت هدفًا للعديد من الممالك المهيمنة المتنافسة، وأدت أحيانًا إلى صراع علني.

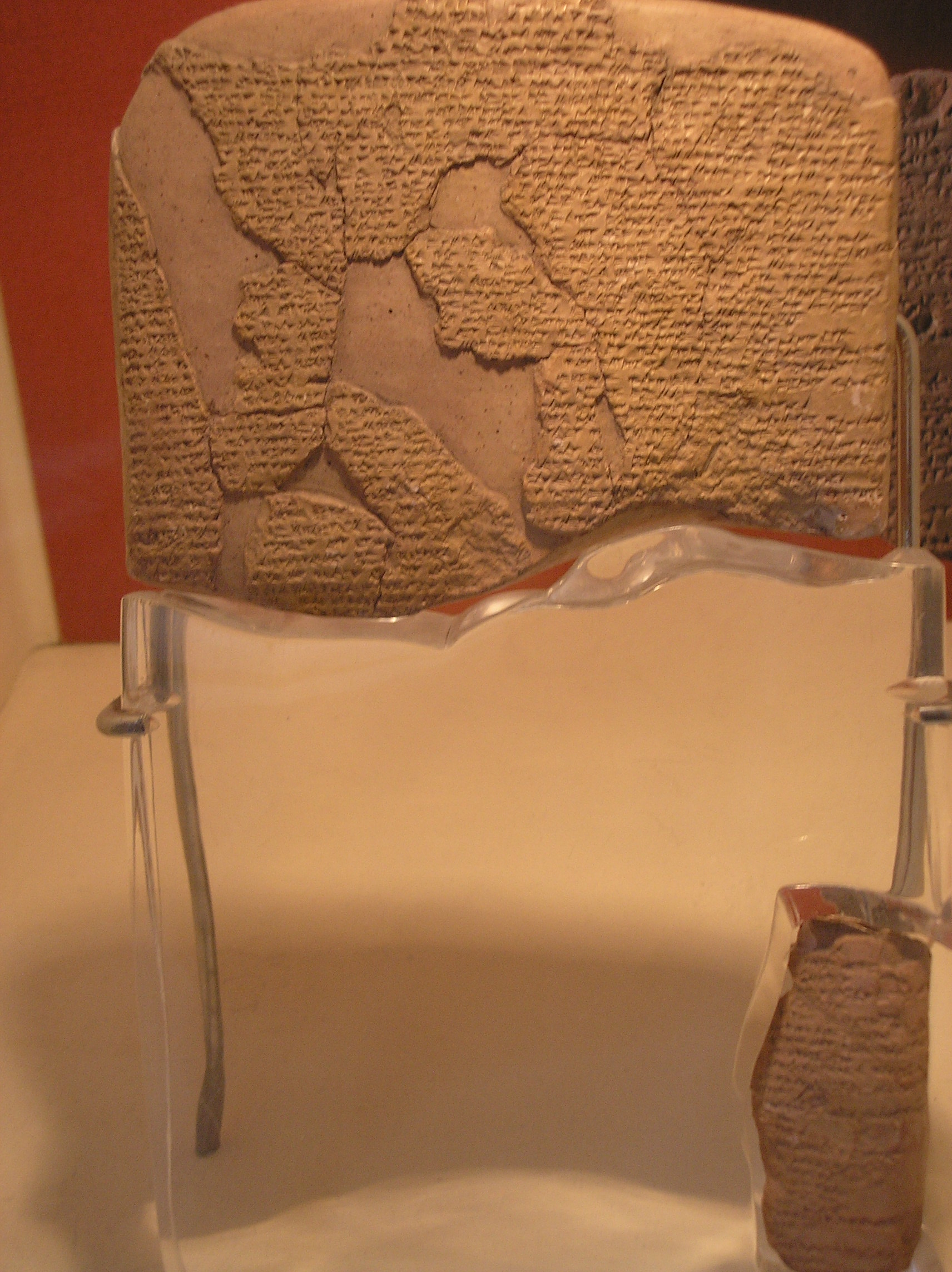
صورة من نسخة حثية للمعاهدة الحثية المصرية بين خاتوشيلي الثالث ورمسيس الثاني، مكتوبة بالأكدية وعُثر عليها في خاتوشا (متحف إسطنبول الأثري)

كان النصف الأول من الألفية هو عصر الممالك الأموريّة (2004-1595 ق.م)، التي شكّلت نوعا من الممارسات السياسية المتماثلة من ساحل المتوسط إلى سفوح زاغروس. وهيمنت ممالك عديدة على بلاد الرافدين وسوريا على التوالي، بدءًا من إيسين ولارسا اللذان خلفا أور، وانتهاءًا ببابل التي فرضت هيمنتها خلال حكم حمورابي (1792-1750) وخلفائه، وعلى النقيض فشلت عيلام في فرض سيطرتها على بلاد الرافدين. وفي الشام كانت المملكة المهيمنة هي مملكة يمحاض (حلب)، والتي استفادت من تبدد جيرانها ماري وقطنا (أكبر منافس لها) على مدار القرنين 18 و17. تم توثيق الممارسات الدبلوماسية في تلك الحقبة من خلال المحفوظات الملكية الاستثنائية لماري، والتي يرجع تاريخها إلى النصف الأول من القرن 18 (المراسلات الدبلوماسية والاتفاقات السياسية والسجلات التاريخية)، ولكن تم استكمالها أيضًا بأرشيفات ثانوية لتل ليلان وتل الرماح وكولتبه وغيرها.
اتسم نهاية العصر الأموري بتدمير مملكتيها العظيمتين على يد الحيثيين الذين أعادوا توحيد ممالك شرق الأناضول أواخر القرن 17. وفي الوقت نفسه بدأ الحوريون في تأسيس كيانات سياسية قوية، بلغت ذروتها تشكيل مملكة ميتاني. ودخلت مصر هذا التداخل السياسي. بعد أن طردت الأسرة الثامنة عشرة الهكسوس، ثم قامت بغزو بلاد الشام بعد عدة عقود، ووسعوا إمبراطوريتهم إلى حدود ميتاني. كان هذا بمثابة علامة على حقبة جديدة مع ممالك أكبر وأكثر قوة وأكثر تنوعًا ثقافيًا. أضحت معظم الممالك الأمورية القديمة تابعة للحكام الجدد باستثناء بابل التي ظلت قوة مهمة تحت حكم الكيشيين (1595-1155). ويعتبر ملوك تلك الممالك المهيمنة «ملوكًا عظماء» ومتساوين فيما بينهم. وابتداء من القرن 14 حلت آشور محل ميتاني في تلك المجموعة. يمكن اعتبار عيلام أيضًا إحدى الممالك العظيمة في تلك الفترة، على الأقل في القرنين 13 و12. جرى معرفة الممارسات الدبلوماسية في تلك الفترة بفضل عدة مجموعات ذات أهمية استثنائية: مجموعة اكتشفت في خاتوشا عاصمة الحثيين (الرسائل والاتفاقات الدبلوماسية والسجلات التاريخية)، ورسائل تل العمارنة في مصر (المراسلات الدولية للفراعنة أمنحتب الثالث وإخناتون)، والأرشيفات الملكية في أوغاريت، وهي مملكة سورية صغيرة سيطرت عليها مصر أولاً ثم الحثيون فيما بعد. خلال تلك الفترة تم توثيق العلاقات الدولية من خلال المصادر الأكثر وفرة وتنوع جغرافي.

### الإمبراطوريات في الألفية الأولى

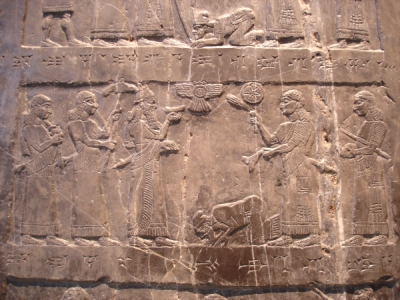
نقش بارز يظهر الملك ياهو ملك يهودا وهو يسجد أمام الملك الآشوري شلمنصر الثالث، مع قائمة الجزية الواردة أدناه.

انتهت فترة «الملوك العظماء» حوالي سنة 1200 مع ظهور تغييرات سياسية كبيرة، لا سيما الهجرات المتتالية لشعوب البحر والآراميين، وانهيار قوة الممالك المهيمنة، ونشأة العديد من الممالك الصغيرة في الشام والأناضول التي لم تكن تحت سيطرة أي قوة أكبر. يُعرف هذا التحول بانهيار العصر البرونزي المتأخر. سمحت لنا أسفار الأنبياء في تناخ بمراقبة العلاقات بين دولتين من هذه الدول (إسرائيل ويهودا) مع جيرانهما.
كانت آشور هي الوحيدة من بين هذه الممالك العظيمة التي حافظت على قوتها واستقرارها السياسي بما يكفي لإعادة بناء إمبراطورية بدأت في نهاية القرن العاشر. وفي أكثر من قرنين فرضت آشور سيطرتها على معظم ممالك الشرق الأدنى من حولها. وتمكنت بابل وأورارتو وعيلام ومصر من مقاومة هيمنتها إلا أنها غزتهم في الآخر. كانت هذه الفترة بمثابة بداية لإمبراطوريات عظمى مهيمنة في الشرق الأوسط. لهذا السبب لم تسع آشور إلى تطوير علاقات دبلوماسية قوية للغاية، واختارت بدلاً من ذلك السيطرة على جيرانها. كانت علاقاتها مع الممالك الأخرى غير متكافئة في الغالب. فالعلاقات الخارجية للآشوريين وخاصة مع أتباعهم معروفة من أرشيف العواصم الآشورية (نينوى بشكل رئيسي)، تكملها مصادر من خارج قلب الإمبراطورية (لا سيما الكتاب المقدس العبري).
تعرضت آشور للدمار خلال سنوات 614 و 609، وذلك من خلال تحالف بين البابليين والميديين، لكن إمبراطورية الأولى لم تدم قرنًا كاملاً، لأن قوتها الحقيقية لا تقارن بقوة الميديين - الفرس الأخمينيين. تحت قيادة كورش الثاني وقمبيز وداريوس، حيث أنشأوا إمبراطورية دامت طويلا، وتجاوزت الإمبراطوريتين الآشورية والبابلية. ولم يتسامحوا مع أي مملكة تدعي أنها متساوية معهم. ولكنها هذه في أعقاب غزو الإسكندر الأكبر بين 333 و 330. وقد أثبت إسكندر عدم قدرته على مجاراة الإرث الأخميني لصالحه، فبعد وفاته سنة 323 قسم جنرالاته الإمبراطورية بينهم. كانت هذه بداية الفترة الهلنستية، حيث انقسم البحر الأبيض المتوسط والشرق الأوسط بين العديد من الممالك الكبرى المتنافسة.

## ممارسة الدبلوماسية
كشفت المحفوظات الملكية الأثرية عن عدة ممارسات استخدمت في العلاقات الدبلوماسية في الشرق الأدنى القديم في الألفية الثانية، وجاء أغلبها من أربعة مواقع أثرية (ماري وخاتوشا وتل العمارنة وأوغاريت)، وأكمتلها محفوضات أقل عددًا من الألفية السابقة (لجش وإبلا) والألفية التالية في (نينوى والكتاب المقدس العبري). يبدو أن هناك تجانس نسبي واستمرارية في العمل الدبلوماسي. إلا أن تلك المقالة مرتبطة بالألفية الثانية، بسبب المصادر المتاحة ولأن السياق الدولي في ذلك الوقت كان أكثر ملاءمة للتطورات في العلاقات الدولية.

### أسرة واحدة كبيرة
كان ملوك الألفية الثانية يشبهون عائلة واحدة كبيرة. كان السادة هم الآباء (في الأكادية أبو (م)) لأتباعهم الذين كانوا يسمونهم الأبناء (مارو (م)). بين الملوك ذوي الرتب المتساوية (الملوك العظماء أو التابعون لنفس الملك أو لملك من نفس الرتبة)، وكان الحكام يُعتبرون «إخوة» (أخو (م)) بين بعضهم البعض. كما تميزت العلاقة بين السيد وتابعه باستخدام المصطلحين «السيد» و «الخادم» (بيلو (م) واردو (م)). يعكس الاستعارة العائلية طبيعة العلاقات، أو على الأقل العلاقات المثالية بين هؤلاء الملوك - يجب أن يكون لديهم عاطفة تجاه محكوميهم، ويجب على الأب حماية ابنه. ومن ناحية أخرى يجب على الآخر أن يطيع ويحترم ويبقى مخلصًا ويقدم جزية منتظمة. يجب أن يعمل المتكافئون لضمان أنهم دائمًا على قدم المساواة، مع المعاملة بالمثل في علاقاتهم مع مبدأ الهبة والهبة المضادة. تدريجيًا حصل الملوك الذين ليس لديهم سلطان (إلى جانب الآلهة) على مكان منفصل، وفي النصف الثاني من الألفية الثانية بدأوا في أخذ لقب «الملك العظيم» (شرو ربو)، وشكلوا نوعًا من النادي المتقارب، والذي يحدد من يمكنه الدخول كونه مختص لنجاحاتهم السياسية. كان هذا هو الذي سمح لآشور أوباليط الأول أن يأخذ مكان ميتاني بعد هزيمتها، ولكن في نفس المكان لم تهزم تاروندارادو من أرزاوا (في شرق الأناضول) الحيثيين. وهكذا سعى كل ملك إلى إقامة علاقات مع أقرانهم.

### الرسل: وكلاء الدبلوماسية
الوكلاء الذين يفتحون العلاقات بين القصور الملكية هم الرسل (بالأكادية مار شيبري (م))، وهم المفوضين من البلاط الملكي. في بعض الأحيان يطلبون من التجار الذين يسافرون في أعمالهم الخاصة، أو ربما كبار الشخصيات في المملكة، ويرافقهم بالغالب شخصيات أخرى أو خدم. وهؤلاء الرسل هم الفاعلون الرئيسيون في الدبلوماسية: فهم يحملون الرسائل والهدايا التي يرسلها الملوك، وأحيانًا يمكنهم التفاوض على الاتفاقات السياسية المحتملة أو الزيجات المستقبلية بين الأسر الملكية. وتباينت استقلاليتهم وفقًا للظروف - فبعضهم كان مجرد حامل رسائل، بينما البعض الآخر تم تكليفه بمهمة ويمكنه التفاوض؛ وآخرون يتمتعون بتفويض كامل من الملك (غالبًا ما يكون هؤلاء مقربون من الملك). كل هذا يتوقف على درجة الثقة التي أعطيت لهم من سيدهم.
ويسافر هؤلاء الرسل سيرًا على الأقدام أو على ظهور الحمير أو على المركبات أو حتى السفن. ويتم الترحيب بهم عند وصولهم إلى البلد المضيف، ويتم إيواؤهم في المباني المخصصة لهم، نادرًا ما يكونون في القصر الملكي، وكذلك تدفع تكاليف احتياجاتهم اليومية. ويمكن أيضًا أن يكون لديهم مستمعين أمام الملك الذي استقبلهم، وتسليمه الهدايا نيابة عن ملكهم. وتلك الجماهير تكون من العامة، وبإمكان المبعوثين الأجانب حضورها (حتى لو كانوا أعداء). كان عليهم في كثير من الأحيان تعديل البروتوكول الدبلوماسي بين مضيفين مختلفين، مع العلم أن المخاطر كانت عالية للغاية، ومع عواقب وخيمة للغاية. تم تحديد مدة الزيارة من قبل المضيف: قد يكون بعض الرسل قد مكثوا لعدة أشهر أو حتى سنة أو سنتين، كما هو الحال في بعض الحالات المعروفة من رسائل تل العمارنة. كان الرسول العائد يرافقه بشكل عام رسول من البلد المضيف، لضمان مرور آمن، وللتأكيد على المعلومات التي يحملها.
وصلنا للإحتفال أمام حمورابي. ودخلنا ساحة القصر. زمري أدو و أنا ويريم أدو، نحن الثلاثة وحدنا، وقد ألبسونا وألبسوا اليمحاضيون الذين دخلوا معنا جميعًا. ولأنهم ألبسوا جميع اليمحاضيين، ولكنهم لم يفعلوا ذلك للكتبة خدام سيدي، أخبرت سن بل أبليم (مسؤول بابلي) نيابة عنهم:
لماذا هذا الفصل من جانبك تجاهنا كأننا أبناء الخنازير؟ نحن من؟ نحن الخدم والأمناء لمن هم؟ نحن جميعًا خدام لملك من الدرجة الأولى. لماذا تضع الأجانب يمينًا ويسارًا؟
لم يكن هناك سفراء دائمون حاضرون في القصور الأجنبية، لكن بعض الشخصيات البارزة يمكن أن يتخصصوا في العلاقات مع بلاط معين حيث لديهم مساكن وعلاقات. ومن الأمثلة على ذلك ألماني المصري، الذي سافر عدة مرات إلى بلاط الملك ميتاني توشراتا، في حقبة العمارنة. كان هناك أيضًا متخصصون في العلاقات الدولية. وهؤلاء الرسل من الناحية النظرية يتمتعون بالحصانة، وعندما يتعرض المرء للصعوبات، أو يُقتل بأمر من الملك، يكون هناك ردة فعل من الملوك الآخرين. تم العثور على مثالين لجواز المرور المخصص لهؤلاء الرسل في ماري وتل العمارنة. لا تزال القصور التي يمر فيها الرسل الأجانب دون أن يتم استقبالهم في العلن ملزمة بإيوائهم: في ماري تمت الإشارة إليهم على أنهم رُسُل عابرون (إتيكتوم).

### المراسلات الملكية

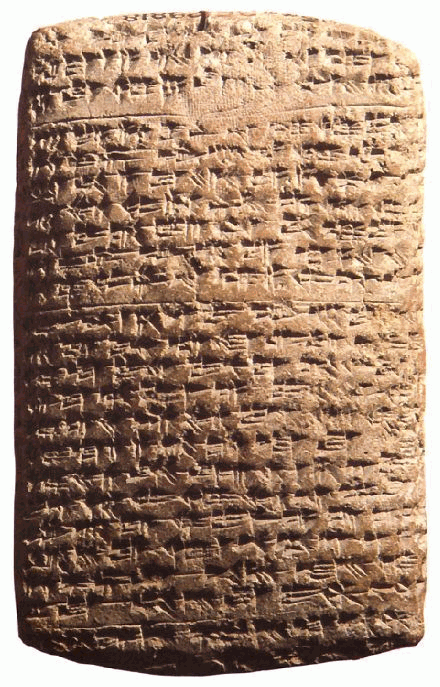
أحد ألواح المراسلات الدبلوماسية الموجودة في تل العمارنة.

من أجل السماح بوجود علاقات مناسبة بين الملوك دون تحيز تأويلي، كانت هناك حاجة إلى ألواح دبلوماسية مكتوبة، وقد عثر على العديد من تلك المراسلات في العديد من المواقع الأثرية. وقد كتبت تلك الرسائل بشكل عام باللغة الأكادية البابلية، وهي اللغة الدولية في ذلك الوقت، ويرجع تاريخها إلى بداية الألفية الثانية ق.م، وتبدأ بطريقة بسيطة للغاية، بعنوان تمهيدي يسمي المرسل والمتلقي (وفقًا للصيغة الأكادية الشائعة «أنا سين قيبي -ما أمما صاد-ما»: «إلى سين يقول: ... هكذا تحدث صاد». وخلال النصف الثاني من الألفية الثانية احتوت تلك الرسائل الدبلوماسية على تحيات مفصلة للغاية، حيث يتمنى ملك عظيم السعادة والازدهار لأحدهم. ومن أقرانه ومنزله أو إذا كان تابعًا، سيكرر مدى خضوعه له (على سبيل المثال: باتباع الصيغة «أسجد لنفسي عند قدميك سبع مرات وسبع مرات أكثر»).

### تبادل الهدايا
هذه قضية يجب على المرء ألا يتحدث عنها ولكن في الواقع يجب أن أتحدث عنها وأريح قلبي. أنت تتصرف كملك ذي سيادة، أنت! لقد استعدت الحصانين اللذين أردتهما وأرسلتهما إليك. لذا فإن 20 ميناس من القصدير هي التي أحضرت لي. لا يجب أن تكون لديك أية رغبة دون أن تخبرني بها! ومع ذلك لقد أحضرت لي القليل من الصفيح! إذا لم تجلب لي أي شيء على الأقل! أقسم بالرب أبي كيف أساء قلبي - سعر هذه الخيول الآن، هنا في قطنا 600 شيكل - وقد أعطيتني 20 دقيقة من الصفيح. ماذا سيقول الذي علمك؟ ألن يسخر منا؟ هذا المنزل هو منزلك. ما الذي ينقصك؟ ألا يعطي الأخ لأخ ما يشاء؟ إذا لم ترسل لي القصدير على الأقل، لما تعرضت للإهانة! أنت لست الملك ذو السيادة! لماذا فعلت هذا؟ هذا المنزل هنا هو منزلك! "
غالبًا ما كان مبعوثو الملوك الذين يذهبون إلى البلاطات الأجنبية محملين بالهدايا المخصصة لمضيفهم. يمكن للسيد أن يطلب الجزية من تابعه بانتظام أو متى أراد، وتكون تلك العلاقة غير متكافئة. ولكن في حالة العلاقات بين متكافئين، يجب أن تكون العلاقة متناظرة: يجب أن يستجيب الحاضر المستلم لعرض حاضر له نفس القيمة. إنه نظام الهبة والهبة المضادة (شوبولتم وشوروبتم في العصر الأموري). تتلخص هذه الأيديولوجية في رسالة وُجدت في ماري، يشكو فيها ملك قطنا إلى نظيره في إكالاتوم، لأن الأخير لم يرسل له هدايا بنفس القيمة التي أرسلها له من قبل. يوضح ملك قطنا أن هذا النوع من الاحتجاج لا ينبغي أن يحدث بشكل طبيعي (هذه ليست الأشياء التي قيلت)، ولكن في هذه الحالة كانت تقريبًا تعد إهانة، وأن الملوك الآخرين عند علمهم بذلك يعتبرون أن ملك قطنا خرج أضعف من هذا التبادل غير المتكافئ. لذلك فهي مسألة هيبة تؤخذ على محمل الجد. في فترة العمارنة كانت الخلافات حول إرسال الهدايا شائعة.
كل شيء يسير على ما يرام بالنسبة لي. (آمل) لك ومنزلك ولزوجاتك وأبنائك وبلدك وأحفادك وخيولك ومركباتك أن كل شيء يسير على ما يرام!
منذ أن أعلن أسلافي وأسلافك عن صداقتهم المتبادلة، وأرسلوا الهدايا الفاخرة، ولم يرفضوا أبدًا أي طلب مهما كان كبيرًا. أخي لقد أرسلت إلي من الذهب مقدار ميناسين هدية. فإن كان الذهب وفيرًا أرسل لي ما فعله أسلافك، ولكن إذا لم يتوفر ذلك، أرسل لي نصفه. لماذا ارسلت لي ميناسين من الذهب؟ في الوقت الحالي، أعمل في معبد مكلف للغاية، وأواجه مشاكل في استكماله. أرسل لي الكثير من الذهب. ومن جانبك كل ما تريده لبلدك اكتب لي وأخبرني كيف يمكنني تقديمه لك.
غالبًا ما تعكس البضائع التي يتم تبادلها ماهو موجود في التجارة الدولية: عيلام في فترة الأمورية قدمت هدايا من القصدير من مناجم الهضبة الإيرانية، وأرسل ملك مصر في عصر العمارنة الذهب من النوبة، وعرضت العاشية (بدون شك قبرص) النحاس. كانت تلك المعادن الثمينة موضوع مفاوضات حقيقية في رسائل العمارنة، وتفاوض الملوك بشدة حول ما تم إرساله، مما يشير إلى اعتماد معين فيما يتعلق بتلك التبادلات. كما تم العثور على منتجات مُصنعة - مزهريات ومجوهرات وتيجان وعربات. يعتقد البعض أنها ترقى إلى تجارة مقنعة، فالهدية المقابلة هي ثمن مدفوع مقابل الهدية، لكن هذا قابل للنقاش إلى أي مدى ظلت الرغبة في المعاملة بالمثل حاضرة ومهيمنة في هذه المفاوضات. لا يزال من الصعب فصل الجوانب الاقتصادية والرمزية. يمكن أن ترتبط عمليات تبادل الهدايا الدبلوماسية بأشياء أخرى، مثل الأعمال الحرفية والحيوانات الغريبة وبالطبع الخيول الجميلة.
في حالات محددة يمكن للمرء أيضًا إرسال الأشخاص إلى البلاطات الأخرى. يمكن استدعاء تابع لإرسال الخدم إلى بلاط رئيسه كجزية. أرسل رمسيس الثاني أحد أطبائه إلى بلاط هاتوسيلي الثالث الحثي. وفي عهد تل العمارنة أرسل توشراتا الميتاني تمثال الإلهة عشتار من نينوى إلى مصر، ربما لإرضاء الفرعون أمنحتب الثالث. يبدو أن هذا يتألف من الخدمات المقدمة بين البلاطات المتحالفة (المتحالفة من زيجات الأسرة الحاكمة) وليس تبادلات تنبع من مبدأ الهدية / الهدية المضادة.

### التحالفات والمعاهدات الدولية

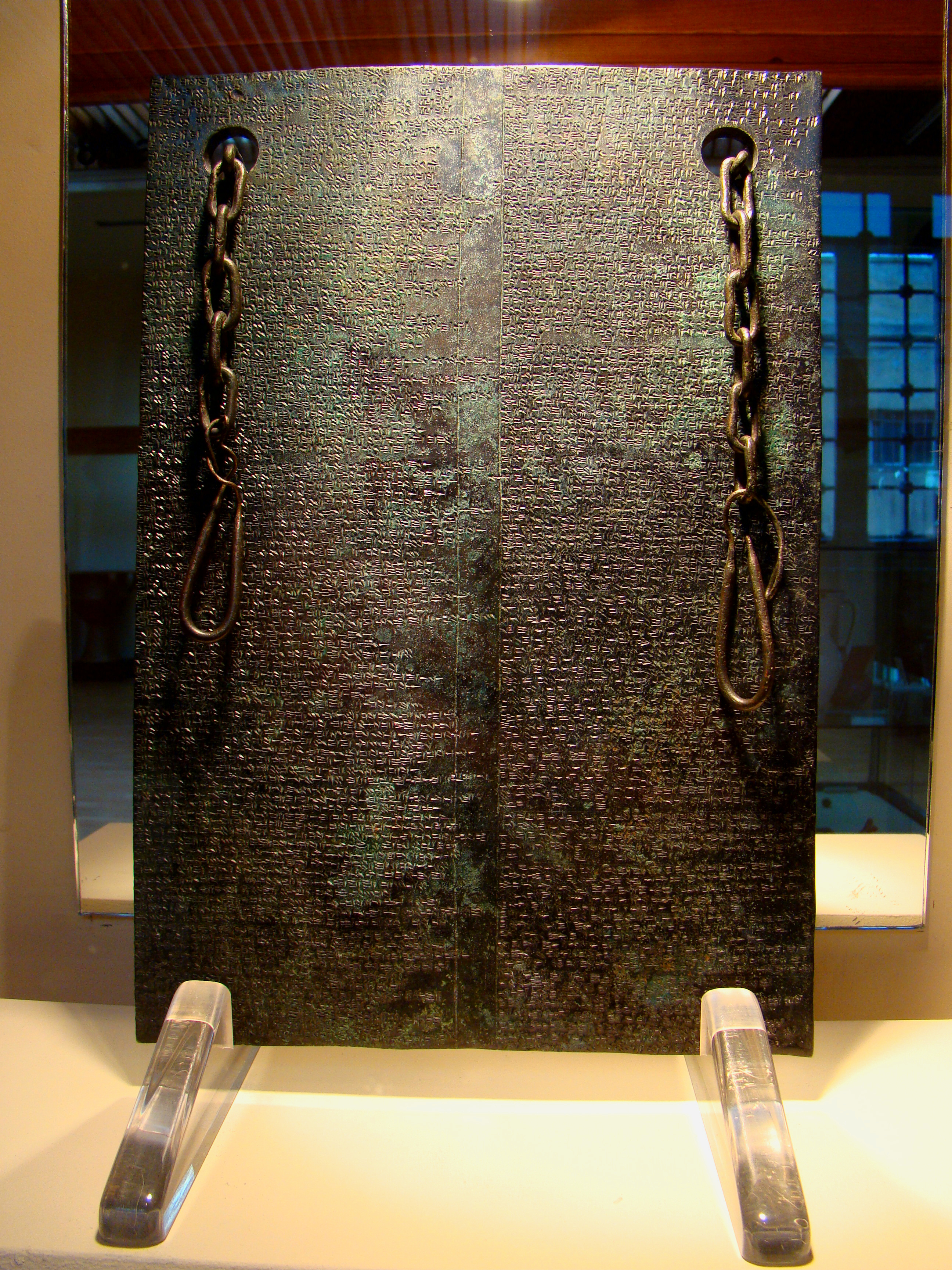
لوح برونزي منقوش عليه معاهدة السلام بين الملك الحثي توضاليا الرابع وكورونتا ملك ترهنتاسا في القرن 13 ق.م، وهو المثال الوحيد لمعاهدة منقوشة على لوح معدني تم العثور عليه. تم اكتشافه في خاتوشا.

يمكن للدول في أوقات معينة أن تبرم اتفاقات دبلوماسية، التي تختلف أسماؤها (على سبيل المثال: في الأكدية نيش إلي (م) أو ريكسو (م) أو ماميتو (م) أو أدي في العصر الآشوري الجديد؛ لنقايش- أو إشيول بالحثية، أو بريت بالعبرية). وتقوم تلك المعاهدات بعد انتهاء فترة الحرب، والهدف منها إنهائها. لم يكن يتم تدوين تلك المعاهدات بالضرورة، ولكن ظهرت المعاهدات المكتوبة في وقت مبكر نسبيًا - يرجع أقدم مثال معروف إلى القرن الرابع والعشرين، ويتعلق بمدينتي إبلا وأبرسال، والتي تضمنت الأخيرة نارام سين ملك الأكد وملك عيلامي. وفي الفترة الأمورية، تم اكتشاف العديد من الألواح التي توضح بالتفصيل بروتوكولات يمين القسم للتحالف بين الملوك في ماري وتل ليلان وكولتبه، وبعضها مجهول المصدر (اتفاقيات بين شادلاش ونريبتوم وإشنونا ولارسا وأوروك). وتعود نصوص المعاهدات إلى الفترة التالية، التي عُثر عليها في ألالاخ وأوغاريت وقبلها خاتوشا عاصمة الحثيين، والمعاهدة بين الملك الحيثي خاتوشيلي الثالث والملك المصري رمسيس الثاني التي عُرفت أيضًا بنسختها المصرية المنقوشة بالهيروغليفية، تم العثور على نسخ من المعاهدة في الوقت فقط في مواقع كلا الطرفين. فيما يتعلق بالفترة الآشورية الجديدة، تم استخراج المعاهدات الدولية في نينوى. ولوح آخر مرتبط بالنقش الآرامي في السفيرة.
لم يتم تسجيل نسخة مكتوبة بالضرورة عند إبرام اتفاق دبلوماسي. ما كان مهمًا هو يمين القسم الذي أقامه شاهد الآلهة، بإشراك كل من الطرفين. فالمعاهدات في فترة الأمورية هي في الواقع بروتوكولات لهذه اليمين. غالبًا ما كانت تعززها الطقوس: التضحية بعد مأدبة إذا كان من الممكن أن يكون الطرفان حاضرين لإبرام الاتفاق، أو طقوس تسمى لمس الحلق (ليبت نابيستم) إذا كان من المستحيل الالتقاء شخصيًا. ولا توجد طقوس من هذا النوع معروفة من فترات أخرى. لقد أولى الحيثيون اهتمامًا أكبر للألواح التي سُجِّلت عليها المعاهدات؛ نصت بنود بعض المعاهدات على إنتاج العديد من النسخ وتخزينها في أماكن محددة، وعلى رأسها معابد الآلهة التي تشهد على الاتفاقية. كما قاموا بتسجيل المعاهدات على ألواح معدنية، مثال واحد تم العثور عليه في خاتوشا. يبدو أن المعاهدات بشكل عام تعني أن الأطراف أنفسهم، وليست سلالتهم الذين يتعين عليهم تجديد الاتفاقية عند اعتلاء العرش. ومع ذلك يبدو أن الحيثيين قد فكروا في معاهدات لإشراك السلالة الملكية أيضًا.
تتكون نصوص المعاهدات بشكل عام من: تقديم الأطراف المعنية وبنود الاتفاقية وقائمة الآلهة التي تضمن الاتفاق، وفي النهاية اللعنات التي سيبتلى بها أولئك الذين يخالفون العقد. كما تضمن الحثيون قسما يشرح بالتفصيل الوضع التاريخي الذي أدى إلى وجود المعاهدة. عادة ما تتعلق البنود بشروط السلام بين الأطراف (تداول الأشخاص بين الممالك، وإعادة السجناء إلى أوطانهم، وفي النهاية طرد اللاجئين السياسيين) أو حتى التحالف (باتباع الصيغة "أن نكون أصدقاء مع الأصدقاء والأعداء مع أعداء الآخر). تم احترام التسلسل الهرمي للملوك في البنود: لقد كانوا متماثلين إذا كانوا يتعلقون بحاكمين متساويين في الرتبة، لكنهم لا يتساوون إذا كان يتعلق بالسلطان وتابعه. نظمت معاهدات التبعية (التي شهدناها قبل كل شيء في المجالين الحثي والآشوري) شروط خضوع مملكة واحدة إلى أخرى: لم يكن بإمكان التابع الحفاظ على سياسة خارجية مستقلة، وعليه أن يدفع الجزية، ويقرض المساعدة العسكرية للحاكم الأعلى عند الحاجة، وأحيانًا يسمح للحاميات الحاكمة على أراضيه. وفي حالة المعاهدات التي أقرتها مدينة آشور التجارية في القرن التاسع عشر، تم العثور على بنود تتعلق بالأنشطة الاقتصادية (الضرائب وأمن التجار).
(طقوس القسم) بواسطة الإله آشور إله العاصفة والأرض وأرواح أسلافنا ويرفع يده، ويجلس على طاولته ومقعده. لقد ملأ مرجل وكأسه وأفرغهما. قال الأمراء هذا: (كلام غير مفهوم). فأجابوا بذلك: "إذا تركنا قسمك، فإن دمائنا تسفك مثل هذه الكأس!"
من هذا اليوم فصاعدًا وطوال حياتي، سأكون في حالة حرب مع سیوه بلر خوبك. لن أسمح لعبيدي الرسل بالسفر مع عبيده ومساعدتهم. لن أتصالح مع سیوه بلر خوبك، بدون إذن زمري-ليم ملك ماري والبلد البدوي. إذا اقترحت السلام مع سیوه بلر خوبك، فأعدك بالتشاور مع زمري-ليم ملك ماري والبلد البدوي لمعرفة ما إذا كان يجب صنع السلام أم لا. أقسم أننا سويًا سنصنع السلام مع سیوه بلر خوبك!
سيكون من حسن المشاعر والإخلاص التام أن أقسم هذا القسم أمام آلهتي، شمش وأدو الذي أقسم أمام زمري ليم بن يهدون ليم ملك ماري والبلاد البدوية وأن أقابله.
(البنود:) إذا حطمت سفينة البعل أو شعب صور في بلاد فلسطين أو في بلاد آشور، فإن ما في السفينة يعود إلى أسرحدون ملك آشور. يجب ألا يلحق أي ضرر بالأشخاص الموجودين على متن السفينة، ويتم إعادتهم إلى بلادهم. هذه هي الموانئ والطرق التي أقرها أسرحدون ملك أشور لبعل خادمه: من عكا دور كل أرض الفلسطينيين، وجميع البلدات الآشورية القريبة من البحر، وجبيل بلاد لبنان، وجميع مدن الجبال. كل هذه المدن تابعة لأسرحدون ملك أشور. بعل [قد يدخل هذه] البلدات. صور مطابقة لما سمح به أسرحدون ملك أشور [ستبقى] في سفنهم، وإذا دخلوا مدن [...] مدنهم وقراهم وموانئهم التي [...] للدفع وما حولها كما في الماضي [...]
(اللعنات) أن آلهة السماء والأرض العظماء وآلهة آشور وآلهة أكد وآلهة عابر-ناري يلعنكم بلعنة أبدية. أن يهب بعل شمين وبعل ملاج وبعل صافون على سفنك ليحرروا مراسيهم ويسقطوا صواريهم. وأن تضربهم موجة قوية في البحر، وأن يرتفع مدًا عنيفًا ضدك. أن يجلب ملكارت وأشمون بلادك إلى الدمار وشعبك إلى الترحيل، وأن يأخذوك من بلدك ينقصك الطعام لفمك وملابس لجسدك وزيت لدهنك. أن عشتروت تكسر قوسك في قتال عنيف، وأنها تسلمك إلى عدوك وأن عدوك يشاركك في بضائعك.»
.

### التحالفات الزوجية

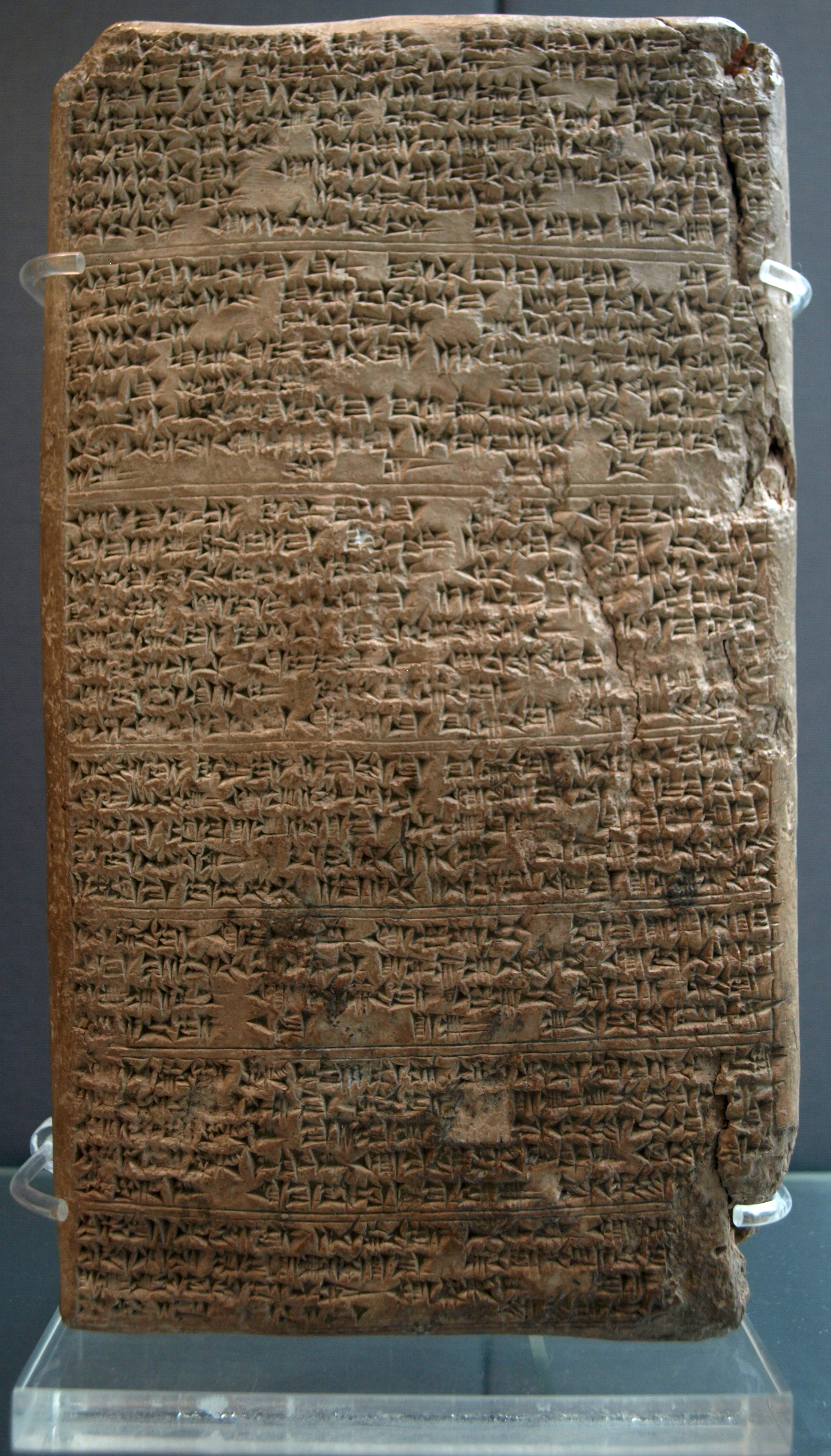
رسالة من تل العمارنة حول المفاوضات الخاصة بزواج أمنحتب الثالث وتادو هيبا ابنة ملك ميتاني توشراتا.

كانت زيجات الأسر الحاكمة ممارسة دبلوماسية شائعة جدًا في تاريخ الشرق الأدنى القديم، وقد تم إثبات ذلك من أرشيف إبلا في العصر القديم، حيث تم توثيقها في الألفية الثانية. وكانت وسيلة لصنع أو تعميق الروابط بين عائلتين ملكيتين. وكان الملوك متعددي الزوجات، لذا يمكنهم عقد زيجات مع العديد من بنات أو أخوات الملوك الآخرين. كانت المرأة دائمًا هي التي تترك بلاطها لتنضم إلى شريكها. يمكن أن تكون الزيجات بين ممالك من نفس الرتبة، أو من رتب مختلفة. عندما يعد الملك تابعه بإمرأة، أو حتى التابع قد وعد سيده بإمرأة. وهكذا تنضم إلى حريم زوجها الجديد. أكد الملوك العظماء عمومًا أن بناتهم قد لعبوا أدوارًا رئيسية في البلاطات التي ذهبن إليها، وفرضوا في كثير من الأحيان أنهن سيكونن الزوجة الرئيسية حتى يتمكنوا في النهاية من لعب دور سياسي. وقدم الكتاب العبري حالة إيزابيل ابنة ملك صور مثالًا على ذلك؛ تزوجت من ملك يهودا أخاب وكان لها تأثير كبير عليه. لكن هذا النجاح لم يكن منهجيًا، ودراسة مصائر بنات الملك زميري ليم ملك ماري اللائي تزوجن من بنات ملوك عموريين سوريين آخرين، تبين أن حال بعضهن كان أفضل من الأخريات. ومن حيث المبدأ يجب على كل ملك أن يلعب لعبة التبادلات الزوجية، لكن الملوك المصريين في العصر البرونزي الحديث استثناء. لقد رفضوا تزويج بناتهم لملوك أجانب، حتى من نظرائهم لكنهم مع ذلك وافقوا على الزواج بأميرات أجنبيات لأنفسهم؛ لم يحترموا قواعد التكافؤ في تلك الحالة.
عرفت عملية ترتيب الزيجات الملكية بفضل السجلات الموثقة جيدًا التي عثر عليها في ماري وتل العمارنة وخاتوشا (في حالة الزواج بين أسر ملكية من نفس الرتبة: أولاً، لا بد من التفاوض على الزواج، ولا سيما اختيار الزوجة. والمبادرة بشكل عام يتخذها والد الزوج المستقبلي، ولكن في بعض الأحيان من قبل الزوج المستقبلي. وتجري المفاوضات عن طريق المراسلة، ومن خلال أكثر السعاة / السفراء الموثوق بهم المتاحين. وفي حالة زواج رمسيس الثاني وابنة خاتوشيلي الثالث، فإن الملكة الحثية بودهيبا قد تفاوضت مباشرة مع الملكة المصرية. ولكن بشكل عام فإن هذا من عمل الرجال. وكان على المبعوثين التفاوض بشأن المهر، ولكن أيضًا لرؤية العروس وطمأنة عائلة العريس. بأنها جميلة، وهي الصفة الرئيسية التي سعوا إليها. كان المهر (نديتوم في السلالة البابلية الأولى الذي تعطيه عائلة العروس للعريس) موضوعًا للمفاوضات التي يمكن أن تكون شرسة، ويطلق عليها المساواة في المهر المقابل (ترخاتوم في البابلية الأولى التي تمنحها عائلة العريس للعروس). وقد تم استخراج قوائم المهور والمهور المقابلة في ماري وتل العمارنة. وبمجرد انتهاء الترتيبات تغادر الأميرة بلاط أهلها إلى الأبد للإنضمام إلى بلاط زوجها. وتسافر مع الوفد المرافق لها وممثلي من بلاط أهلها وبلاط خطيبها. ويقام حفل الزواج بشكل عام بعد وصولها. يمكنها بعد ذلك البقاء على اتصال مع عائلتها من خلال الرسائل، أو من خلال المبعوثين الذين يرسلونهم. وتنتظر أسرتها بفارغ الصبر أنباء إنجابها أطفالًا (يفضل الذكور) لزوجها.